# Lichmera monticola
Lichmera monticola là một loài chim trong họ Meliphagidae.
Đây là loài đặc hữu của Indonesia, nơi chúng hiện diện trên Seram ở phía nam quần đảo Maluku. Môi trường sống tự nhiên của chúng là rừng núi ẩm nhiệt đới hoặc cận nhiệt đới.